# Убињоск
Убињоск (фр. Aubignosc) насеље је и општина у Француској у региону Прованса-Алпи-Азурна обала, у департману Горњопровансалски Алпи која припада префектури Форсалкје.
По подацима из 2011. године у општини је живело 555 становника, а густина насељености је износила 37,65 становника/km². Општина се простире на површини од 14,74 km². Налази се на средњој надморској висини од 460 метара (максималној 1330 m, а минималној 432 m).

## Демографија
| 1962. | 1968. | 1975. | 1982. | 1990. | 1999. | 2011. |
| ----- | ----- | ----- | ----- | ----- | ----- | ----- |
| 169   | 192   | 262   | 286   | 403   | 428   | 555   |

График промене броја становника у току последњих година